# Hiratettix distanti
Hiratettix distanti är en insektsart som beskrevs av Irena Dworakowska 1982. Hiratettix distanti ingår i släktet Hiratettix och familjen dvärgstritar. Inga underarter finns listade i Catalogue of Life.